# Microsporum
Genre
Microsporum est un genre de champignons filamenteux (c'est-à-dire formés d'hyphes). 
Certaines espèces de ce genre sont des parasites fongiques de tissus riches en kératine (peau, ongles, poils...) de l'animal et/ou de l'Homme. C'est par exemple un Microsporum qui cause la teigne la plus courante (ex : tinea corporis, et d'autres Microsporum dont à l'origine de plusieurs dermatophytoses (infections fongiques de la peau) fréquentes chez l'homme ou certains animaux.

## Caractéristiques
Les Microsporum forment à la fois des macro-conidies (grandes structures reproductives asexuées) et des micro-conidies (structures reproductives asexuées plus petites) sur des conidiophores courts. 
- Les macroconidies sont hyalines, multiseptées, de forme variable, fusiformes, fusiformes à obovales, mesurant environ 7-20 x 30-160 µm, avec des parois cellulaires étroites ou épaisses à verruqueuses. Leur forme, leur taille et les caractéristiques des parois cellulaires sont des caractéristiques importantes pour l'identification des espèces.
- Les microconidies sont hyalines, unicellulaires, pyriformes à claviformes, à parois lisses, de taille 2,5-3,5 x 4-7 µm et n'ont pas de valeur pour le diagnostic d'aucune espèce.

La séparation de ce genre avec les Trichophyton est essentiellement basée sur la rugosité de la paroi cellulaire macroconidiale, bien que dans la pratique, cela soit parfois difficile à observer. 

## Enjeux
Plusieurs présentent des enjeux en matière de santé publique (et peut-être vétérinaire).

Par exemple Microsporum audouinii est un dermatophyte (anthropophile qui cible l'Homme), hautement contagieux. Il fut en Europe aux XVIIIe et XIXe siècles responsable de nombreuses infections infantile du cuir chevelu à caractère épidémique. Cette maladie, alors considérée comme maladie orpheline, a reculé avec les progrès de l'hygiène et on l'a cru disparue en Europe, mais elle réapparait parfois à la suite de contaminations accidentelles (vacances, immigration). Le contact avec le sol peut entraîner une infection par le dermatophyte géophile Microsporum gypseum

## Liste des espèces
Dix-sept espèces de Microsporum ont été décrites et d'autres sont peut-être encore à découvrir.
- Microsporum amazonicum
- Microsporum audouinii
- Microsporum boullardii
- Microsporum canis
- Microsporum canis var. distortum
- Microsporum cookei
- Microsporum distortum
- Microsporum duboisii
- Microsporum equinum
- Microsporum ferrugineum
- Microsporum fulvum
- Microsporum gallinae
- Microsporum gypseum
- Microsporum langeronii
- Microsporum nanum
- Microsporum persicolor
- Microsporum praecox
- Microsporum ripariae
- Microsporum rivalieri

Selon NCBI (7 janvier 2018) :
- Microsporum appendiculatum
- Microsporum audouinii
- Microsporum canis
- Microsporum distortum
- Microsporum equinum
- Microsporum ferrugineum
- Microsporum langeronii
- Microsporum rivalieri